# Puiggròs
Puiggròs hoặc Puig Gros là một đô thị trong tỉnh Lérida, cộng đồng tự trị Cataluña Tây Ban Nha. Đô thị Puiggròs có diện tích là 9,85 ki-lô-mét vuông, dân số năm 2009 là 311 người với mật độ 31,57 người/km². Đô thị Puiggròs có cự ly km so với tỉnh lỵ Lérida.